# مادونا با گل میخک
مادونا با گل میخک که با نام‌های مادونا با گلدان، مادونا با کودک یا مریم با گل نیز شناخته می‌شود، یک نقاشی رنگ روغن دوره رنسانس اثر لئوناردو دا وینچی است که در حدود سال‌های ۱۴۷۸ تا ۱۴۸۰ میلادی خلق شده است. این اثر به‌صورت دائمی در نگارخانه آلته پیناکوتک در مونیخ، آلمان به نمایش گذاشته شده است.
نقش‌مایه مرکزی و مرکزی، مریم مقدس جوان است که با کودکی مسیح بر روی زانوانش نشسته است.  مریم با لباس‌ها و جواهرات مجلل به تصویر کشیده شده و در دست چپش یک گل میخک (قرمز، تداعی‌کننده خون و مصائب عیسی) را در دست دارد. چهره‌ها در نور قرار گرفته‌اند در حالی که سایر اشیاء تیره‌تر هستند، به عنوان مثال گل با سایه پوشیده شده است. کودک به بالا و مادر به پایین نگاه می‌کند، بدون تماس چشمی. صحنه این پرتره، اتاقی با دو پنجره در هر طرف چهره‌ها است.
در ابتدا تصور می‌شد که این نقاشی توسط آندرئا دل وروکیو خلق شده است، اما مورخان هنری بعدی موافقند که این اثر لئوناردو است که احتمالاً در دوران شاگردی او نزد وروکیو خلق شده است. موهای مریم مقدس، دست چپ، پارچه‌ها و گل‌ها شبیه به عناصر تابلوی بشارت لئوناردو هستند.